# Butkivka, Starobilsk
Butkivka (în ucraineană Бутківка) este un sat în comuna Lîman din raionul Starobilsk, regiunea Luhansk, Ucraina.

## Demografie
Componența lingvistică a localității Butkivka
     Ucraineană (91,6%)
     Rusă (7,25%)
Conform recensământului din 2001, majoritatea populației localității Butkivka era vorbitoare de ucraineană (91,6%), existând în minoritate și vorbitori de rusă (7,25%).